# Poul Duedahl
Poul Duedahl (født 14. juni 1973 i Fredericia) er en dansk forfatter og historiker. Han er ansat som professor på Historiestudiet på Aalborg Universitet.
Duedahl blev mag.art. i historie i 2001 og ph.d. i 2007 og har udgivet adskillige bøger og artikler om det 19. og 20. århundredes danmarks- og verdenshistorie.
Fundet af en række hidtil forsvundne dagbøger, skrevet af en af danmarkshistoriens mest betydningsfulde regeringsledere, J.C. Christensen (1856-1930), danner baggrund for den anmelderroste biografi J.C. Christensen. Et politisk menneske (2006). Han har siden været medskribent på Poul Nyrup Rasmussens erindringer, Kan vi ikke gøre det lidt bedre (2024), fra årene som statsminister.
Blandt de kulturhistoriske værker kan nævnes bøgerne Forbrydelsens ansigt (2013), der handler om forbryderbilledets danmarkshistorie, Nattens gerninger (2015) der handler om nattens kulturhistorie, og Ondskabens øjne (2016) der fortæller historien om den sidste henrettelse ved halshugning i Danmark.
Duedahl bidrog med første bind, Gudhjemtid (2017), til serien 100 danmarkshistorier. Bogen handler om tidsopfattelsens danmarkshistorie og er udgivet i 140.000 fysiske eksemplarer. Han har desuden skrevet bogen Velkommen på bagsiden. Danmarkshistorien på vrangen, som var den officielle udgivelse i forbindelse med historiefestivallen Golden Days 2018, og som bl.a. blev nomineret til Weekendavisens Litteraturpris og Blixenprisen. Bogen danner baggrund for tv-serien 'Danmarkshistorien på vrangen' i seks afsnit, som blev vist på DR2 i foråret 2020 og genudsendt i efteråret 2023.
Bogen Billeder fra en anden verden med historien om De Kellerske Anstalter udkom i 2019 og danner baggrund for tv-programmet 'Anstalten' i tv-serien 'Et sted, to verdener'. Den blev sendt på DR2 i januar 2023 og genudsendt samme efterår.
Bogen Grænseland, udgivet i samarbejde med DR, udkom i maj 2020 i forbindelse med tv-serien på DR1 af samme navn i anledning af 100-året for Genforeningen i 1920.
Bogen Afvigernes ø udkom i 2023 og indholdet danner bl.a. inspiration for tv-serien 'Nyrup - søn af en udstødt', der blev sendt på DR1 i januar 2023 og var blandt årets mest sete tv-programmer.
I 2024 medvirkede han som gennemgående ekspert i tv-serien '1920'erne - festen der forandrede os' - en dramadokumentar i fem dele, der blev sendt på DR2 i september og oktober 2024. Serien blev fulgt op af bogen Minutmillionærer fra 2025, der nomineret til Jyllands-Postens faglitterære pris.
Samme år medvirkede han som ekspert i tv-dokumentaren 'Skeletter i skabet', der bygger på igangværende forskning om Danmarks kranieindsamlinger rundt om i verden. De tre udsendelser blev sendt på DR2 i maj-juni 2025. Han har også fungeret som fast ekspert i en række andre tv-dokumentarer fra DR, bl.a. 'Danske mord', 'Sådan er danskerne' og to sæsoner af ’Sladderhistorie’, og i DR-podcastserier som 'Et minusmenneske'. 'Tys-tys - vi er tyskere' og 'Gemt i mørket' foruden i en lang række enkeltstående tv- og radioudsendelser.
Han har som den første modtaget prisen for Årets historiske bog, uddelt af Dansk Historisk Fællesråd, hele tre gange. I 2013 for bogen Forbrydelsens ansigt, i 2016 for bogen Ondskabens øjne og i 2018 for bogen Velkommen på bagsiden.
I september 2023 modtog han Erik Kjersgaard Prisen, som gives til personer, der har sat historie på dagsordenen og fremmet historieinteressen i Danmark, og i oktober 2024 modtog han G.E.C. Gads Hæderspris. Samme måned blev han udnævnt til Ridder af Dannebrog.
I 2013-18 fungerede han som forskningsleder for et internationalt forskningsprojekt om UNESCOs historie og som generalsekretær for Det 29. Nordiske Historikermøde, der blev afholdt i Aalborg den 15.-18. august 2017 og åbnet af Islands præsident Guðni Th. Jóhannesson. Han har gennem en årrække tillige været tilknyttet Weekendavisen som anmelder og klummeskribent.

## Udvalgte publikationer
- Minutmillionærer, København: Gads Forlag 2025, 288 s.
- Historie, Aarhus: Aarhus Universitetsforlag 2024, 60 s.
- Afvigernes ø, København: Gads Forlag 2023, 244 s. (sammen med Maria Clement Hagstrup og Poul Nyrup Rasmussen)
- Den fjerde rytter. 10.000 års epidemihistorie, København: Gads Forlag 2020, 248 s. (sammen med Jeanette Varberg)
- Grænseland, København: Danmarks Radio/Gads Forlag 2020, 320 s.
- Billeder fra en anden verden, København: Gads Forlag 2019, 200 s.
- Velkommen på bagsiden. Danmarkshistorien på vrangen, København: Golden Days/Gads Forlag 2018, 388 s.
- Gudhjemtid, Aarhus: Aarhus Universitetsforlag 2017, 100 s.
- Fra overmenneske til UNESCO-menneske, Odense: Syddansk Universitetsforlag 2017, 384 s.
- A History of UNESCO, London: Palgrave Macmillan 2016, 340 s.
- Ondskabens øjne, En biografi om Jens Nielsen, København: Gads Forlag 2016, 366 s.
- Nattens gerninger, København: Gads Forlag 2015, 324 s. (sammen med Ulrik Langen)
- Forbrydelsens ansigt, København: Gads Forlag 2013, 340 s.
- Introduktion til dokumentanalyse, Odense: Syddansk Universitetsforlag 2010, 154 s.
- J.C. Christensen. Et politisk menneske, København: Gyldendal 2006, 508 s.
- J.C. Christensen. Dagbøger 1900-1908. København: Gyldendal 2006, 495 s.
- De måske udstødte. Historiens marginale eksistenser, Aalborg: Aalborg Universitetsforlag 2005, 300 s.
- Jeg har aldrig kendt mage til land. Rejseberetninger fra Danmark gennem 1000 år, København: Aschehoug 2002, 318 s.